# Le Trébouliste
Le Trébouliste est le langoustier ayant servi au transport des 115 élèves des écoles de pilotage de l'armée de l'air du Mans et de Vannes qui ont quitté la France pour rejoindre l'Angleterre le 19 juin 1940, afin de répondre à l'Appel du 18 Juin 1940 du général de Gaulle.
C'est le lieutenant Édouard Pinot (Compagnon de la Libération) qui prit le commandement de ces jeunes troupes.
Le Trébouliste atteignit l'Angleterre le 21 juin.
Les élèves aviateurs du Trébouliste furent, avec les 18 aviateurs partis de Saint-Jean-d'Angély le 20 juin 1940 et commandés par le capitaine Georges Goumin, les premiers Français à rejoindre De Gaulle en Angleterre. On les appelle les Premiers évadés de France. Ils deviendront ensuite les Forces aériennes françaises libres.
Le récit de cette traversée a été consigné dans un journal de bord par l'un des moniteurs de l'école de pilotage, le sergent-chef Marc Hauchemaille.